# Рањени Црногорац (Паја Јовановић)
Рањени Црногорац је слика реализма Паје Јовановића. Представља уље на платну, насликано 1882. године. Приказује рањеног младића окруженог сељацима у традиционалној одећи, током црногорско-турског рата.
Прво приказивање је изазвало похвале критичара и освојила је прво место на годишњој уметничкој изложби Академије ликовних уметности у Бечу 1882. године. С обзиром на њен успех, Јовановић је добио аустроугарску владину стипендију и склопио уговор са француском галеријом у Лондону за продукцију серије слика о балканском животу. Историчари уметности Рањени Црногорац сматрају једним од најбољих Јовановићевих оријенталистичких дела. У наредним деценијама је довршио још три верзије композиције, од којих су три уља на платну. Прва је тренутно изложена у Галерији Матице српске у Новом Саду, друга и трећа су у приватним колекцијама, а четврта је смештена у Музеју Југославије у Београду.

## Опис
Оригинална уљана слика је димензије 114 × 186 центиметара. Приказује рањеног младића окруженог сељацима у традиционалној одећи, током црногорско-турског рата, у једнособном скромном стану. Сељаци носе ручно шивене кошуље, грубе гамаше и кожне ципеле. Стоје изнад земљаног пода, а у позадини је колекција посуђа за јело. Десно од ових фигура стоји ожалошћени старац, и сам окружен бројним људима у народној ношњи. Крајње десно могу се видети две фигуре како стоје неупадљиво у сенци. Потпис уметника се налази у доњем десном углу.
Јовановић је компоновао укупно четири верзије Рањени Црногорац, три уљане слике и једну скицу. Оно што разликује први приказ од наредних верзија је његова величина (до сада највећа), детаљна прецизност и уметниково уклањање две фигуре виђене како се задржавају у сенци у оригиналу. Друга верзија, уљана слика, димензије 100 × 152 центиметара. У доњем десном углу се налази уметников аутограм. Трећа изведба је скица димензија 23 × 35 центиметара, са аутограмом доле десно. Четврта верзија, друга уљана слика, димензије 70 × 103 центиметара. У доњем десном углу се види уметников аутограм.
Јовановић својим делима није додељивао називе, јер је сматрао да ће, ако је слика добро компонована, посматрачи сами моћи да изведу наслов. Тако се већина његових дела различито назива. Рањени Црногорац је познат и као Рањени Херцеговац, Рањени Босанац, Жалосни сусрет, Жалосни растанак и Пропало разбојништво.

## Историја

### Позадина
Паја Јовановић (1859—1957) био је један од најистакнутијих српских реалистичких сликара крајем 19. века. Током своје ране каријере почео је да се поистовећује са оријенталистичким сликарством, на којем су приказане сцене са Балканског полуострва, које су тада биле под контролом Османског царства. Између 1877. и 1882. похађао је академију ликовних уметности у Бечу, где је био под менторством Кристијана Грипенкерла и Леополда Милера. Грипенкерл је подучио младог Јовановића основним структурним принципима ренесансног и барокног сликарства, помажући му тако да боље разуме просторне проблеме и распоред великог броја фигура, како покретних, тако и статичних. Милер је подстакао Јовановића да прихвати натуралистички приступ, бележећи само оно што је могао да види и ослањајући се што мање на своју машту. У том контексту је Мулер наложио Јовановићу да током посета домовини директно проучава балкански живот, намерно га усмеравајући ка оријенталистичком сликарству.
Оријенталистичка дела, вињете егзотичног живота на Средњем истоку, у северној Африци и на Балкану, била су прилично популарна међу средњоевропским и западноевропским колекционарима уметности крајем 19. и почетком 20. века. У време настанка Рањени Црногорац догађаји на Балкану деценијама су чинили главне вести у европским престоницама. Црногорци су се борили и изгубили црногорско-турски рат. Уследило је око деценије мира, али су 1872. године Османлије масакрирали више од двадесет Црногораца. Ратови су се завршили Берлинским споразумом 1878. године, али повремени прекогранични окршаји су се наставили све до раних 1880-их. Иако Јовановић никада није прецизирао, вероватно је слика настала током црногорско-османског рата.

### Порекло
Јовановић је прву, и најпознатију верзију Рањени Црногорац компоновао 1882. године током студија на бечкој академији. Касније те године слика је продата трговцу у Бечу. У року од неколико месеци, он ју је продао будимпештанском казину за 1000 флорина. После Другог светског рата била је у поседу југословенске амбасаде у Будимпешти, која ју је 1971. поклонила Галерији Матице српске, где је у сталној поставци. Каталогизована је под инвентарским бројем ГМС Y/3912.
Друга верзија Рањени Црногорац је настала 1891. године. Првобитно је била у власништву Arthur Toot & Sons, лондонског продавца уметничких дела, пре него што је припала Салону. Након чега је постала део приватне колекције и остала је у приватном власништву до 1989. године, када је на аукцији у Сотбису између 1989. и 1997. пребачена у музеј у Риму, након чега је поново продата. Тренутно се налази у приватној колекцији.
Трећа верзија, направљена после 1900. године, део је приватне колекције. Четврта, насликана двадесетих година, била је у приватној колекцији до Другог светског рата. После рата су је запленили комунисти. После смрти Јосипа Броза Тита, изложена је у Кући цвећа. Тренутно је изложен у Музеју Југославије, а каталогизована је под инвентарским бројем 59 Р.

## Анализа
У складу са Милеровим саветом, Јовановић је избегао стварање сентименталног дела и уместо тога се усредсредио на приказивање ликова и ситуација које је уочио током свог боравка на Балкану. Ово је разликује од осталих оријенталистичких слика тог доба, које су се заснивале на путовањима, а не на сопственом искуству. Историчар уметности Лилијен Филипович Робинсон примећује да груписање фигура и њихова међусобна интеракција подсећају на слике оплакивања над Христовим телом. Десна половина сцене повлачи се у сенку, док је лева осветљена, где се налазе главне фигуре. Јовановић тако усмерава поглед посматрача слева надесно, од првог до другог плана, кроз кружни образац груписања као и дијагоналне линије сељачких мачева. У складу са Милеровим учењима у вези са светлошћу и бојом, Јовановић додаје светло црвене боје како би сцени дао топлину и покрет, чинећи да изгледа као да се одвија пред гледаоцем. Обрада четкица је разноврсна, у распону од глатких широких потеза који дефинишу чврстоћу зидова до брзих кратких који остављају утисак као да су фигуре у покрету.
Филипович Робинсон хвали Јовановићево руковање линеарном и ваздушном перспективом. Примећује да је дело лишено квалитета који су измислили студији других оријенталистичких слика и тврди да главни циљ Јовановића није био да прикаже одређени историјски догађај, већ да подсети своју публику на текућу борбу балканских народа против Османлија и пружа људско лице онима који су укључени у ту борбу.

## Наслеђе
Слика је први пут јавно приказана 1882. године, на годишњој студентској изложби Бечке академије, на којој су била изложена дела настала током академске 1881—82. Добро су је прихватили ликовни критичари и Јовановићеви вршњаци, оценивши да је то најлепше дело изложбе и доделивши му прво место. Јовановић је такође добио стипендију аустроугарске владе. Петар Петровић, кустос Народног музеја, пише да је износила 300 флорина. Историчари уметности Радмила Антић и Никола Кусовац наводе да је стипендија износила 1000 флорина. Тријумф Јовановић на студентској изложби и накнадна стипендија су му пружили средства за путовање током летњих распуста, током којих је добио бројне идеје за будуће слике, попут Лекције мачевања. Освајањем награде Бечке академије постао је угледан сликар оријенталистичких дела, то је поставило темеље за даље препознавање и успех. Јовановић је 1883. године склопио уговор са француском галеријом Ернест Гамбарт у Лондону за извођење серије слика о балканском животу. Овај уговор гарантовао му је доживотну финансијску сигурност.
Историчари уметности сматрају Рањени Црногорац једним од најбољих Јовановићевих оријенталистичких дела. Петровић је назива крунским постигнућем уметникових студија под Милером. Јовановић је наставио да слика и низ других оријенталистичких дела, нарочито Змијски шармер (1887).